# Zahir Pir
Zahir Pir – miasto w Pakistanie, w prowincji Pendżab. W 2017 roku liczyło 48 554 mieszkańców.